# Гистав Гаригу
Гистав Гаригу (фр. Gustave Garrigou; 24. септембар 1884 — 28. јануар 1963), бивши је француски професионални бициклиста у периоду од 1907. до 1914. године. Побједник је Тур де Франса 1911, а освојио је и два монументална класика — Милано—Санремо и Ђиро ди Ломбардију. Двоструки је национални шампион у друмској вожњи, док је једном освојио класик Париз—Брисел.

## Каријера
Гаригу је почео аматерску каријеру 1904. године. Као аматер освојио је трке Париз—Емс двапут и једном Париз—Дипе, постао је професионалац 1907. године. На почетку сезоне освојио је друго место на Милан—Санремо класику, а затим национално првенство и трку Париз—Брисел. На Тур де Франсу је освојио друго место, уз две етапне победе. У финишу сезоне освојио је Ђиро ди Ломбардија трку. 1908. освојио је национално првенство други пут заредом, а затим друго место на Туру Белгије и четврто на Тур де Франсу, освојивши и незваничну брдску класификацију. Наредне године победио је на једној етапи на Тур де Франсу а у генералном пласману је завршио на другом месту. И 1910. је забележио само једну победу, опет на Тур де Франсу, завршивши трећи у генералном пласману.
На почетку сезоне 1911. освојио је један од најпрестижнијих класика Милан—Санремо, а затим је завршио други на националном првенству и на трци Бордо—Париз. Тур де Франс је почео победом на првој етапи, а у наредних десет етапа завршио је у првих пет, победио је још на етапи 13 и освојио Тур. Само је на етапи 12 био ван првих пет, завршио је етапу на седмом месту.
1912. освојио је по друго место на класицима Париз—Рубе и Милан—Санремо, након чега је бранио своју титулу на Тур де Франсу, али је завршио на трећем месту, не успевши да оствари ниједну победу у сезони. У наредне две године, остварио је по једну победу на Тур де Франсу, освојивши друго место у генералном пласману 1913. и пето 1914.

## Крај каријере и смрт
Гистав Гаригу је завршио каријеру након Тур де Франса 1914, након чега је покренуо приватни бизнис. Умро је у Паризу 1963.